# Gaston Marchant
Gaston Marchant (né aux Sables-d'Olonne, Vendée, le 14 décembre 1843 et mort à Rome le 12 décembre 1873) est un sculpteur belge. Premier Prix de Rome belge en 1869, il meurt dans en Italie lors de son séjour de perfectionnement.  

## Biographie

### Famille
Gaston (Jean Gaston) Marchant, né aux Sables-d'Olonne le 14 décembre 1843, est le fils de Jean Pierre Marchant, artiste peintre d'origine belge établi en France, et d'Émilie Petit. 

### Formation et carrière
Étudiant à l'Académie royale des beaux-arts de Bruxelles, Gaston Marchant est l'élève de Louis-Eugène Simonis. En 1869, seize candidats, dont Gaston Marchant, lequel bien que né en France a la nationalité belge car son père était belge, se présentent au Prix de Rome belge en sculpture, un nombre jamais atteint. Selon le règlement, l'épreuve définitive ne retient que six candidats et débute le 29 avril 1869. Le sujet choisi par la commission est : la flagellation du Christ devant Pilate. Convoqué, le 14 août 1869, le jury composé de dix membres attribue le premier Prix de Rome belge à Gaston Marchant. 
En décembre 1869, nanti de la bourse d'études assortie au prix et destinée à se perfectionner au contact de l'art italien, Gaston Marchant séjourne à Rome avec les artistes belges Paul De Vigne, second Prix de Rome de 1869, Xavier Mellery, Ernest Dieltiens et Gustave Coppieters, dans un des ateliers du peintre néerlandais Johan Hendrik Koelman, établi Via dell'Olmata, près de la basilique Sainte-Marie-Majeure. Lors de son séjour chez Koelman, Gaston Marchant côtoie également le peintre écossais Alexander Maclean. Gaston Marchant estime que - contrairement aux grecs - les sculpteurs de Rome sont les réalistes de l'Antiquité.
En 1872, il visite Naples et Pompéi avec le peintre Léon Philippet et des pensionnaires de l'Académie de France à Rome. Gaston Marchant effectue également un court séjour à Turin, où il rencontre le peintre François Brunery,. 
Gaston Marchant contracte la tuberculose, à Rome, où il meurt deux jours avant ses 30 ans, le 12 décembre 1873. L'archevêque François-Xavier de Merode, son compatriote établi en Italie, et que le peintre a rencontré quelques jours avant sa mort, l'a veillé toute une nuit et a ensuite également collecté des fonds pour ériger un monument funéraire. Paul De Vigne a réalisé à cet effet un buste en bronze, qui a été déposé sur une pierre de marbre noir dans le Cimetière communal monumental de Campo Verano à Rome, aujourd'hui disparu.

## Œuvres

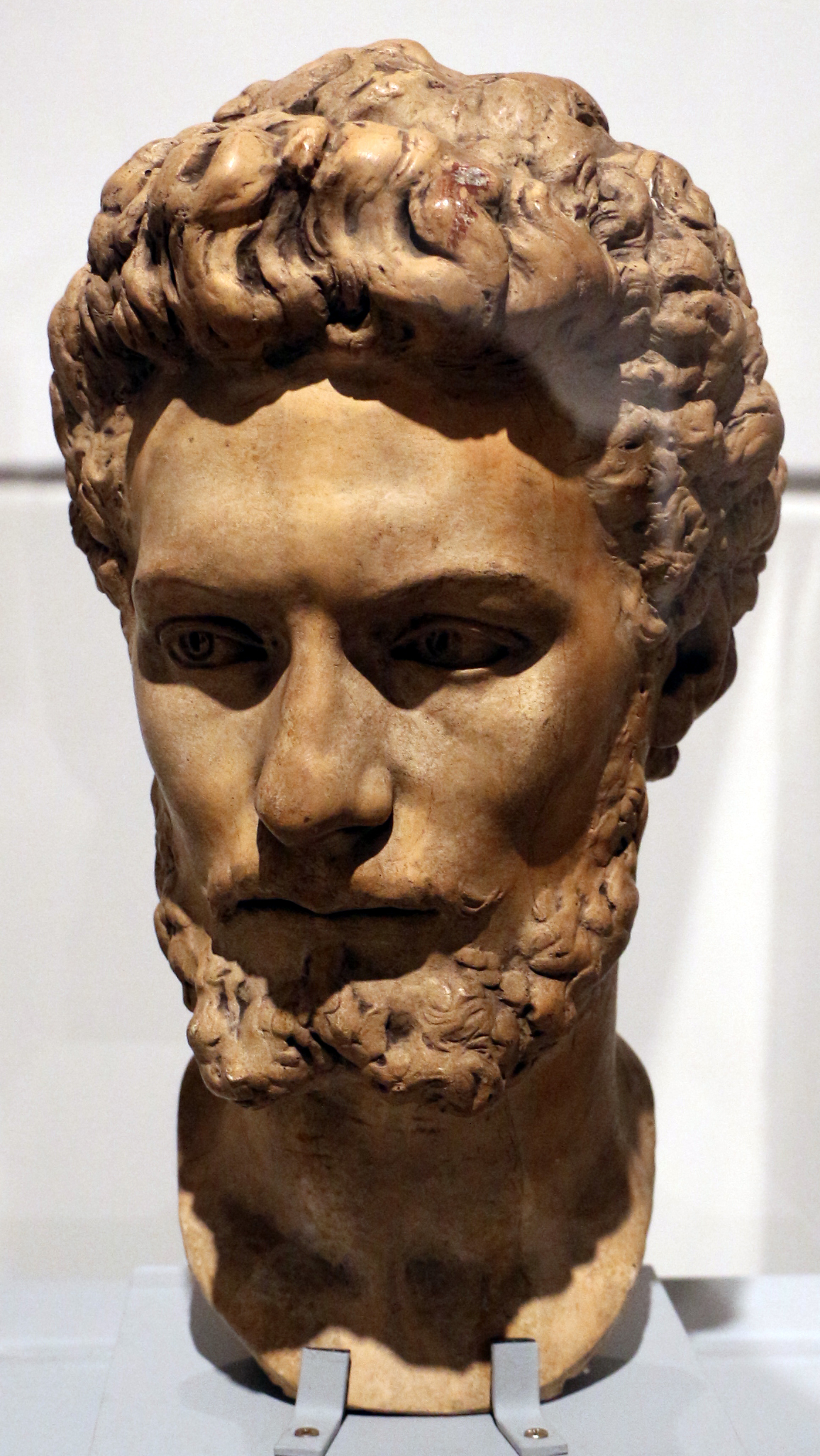
Buste de Romolo Koelman, par Gaston Marchant.

Les Musées royaux des Beaux-Arts de Belgique de Bruxelles possèdent un portrait de Gaston Marchant peint par Édouard Agneessens. Le même musée possède également un buste en plâtre réalisé par Paul De Vigne qui a servi de modèle au monument funéraire.
La seule œuvre actuellement préservée de Gaston Marchant est un buste de Romolo Koelman, peintre hollandais (1847-1912). Le Musée Royal des Beaux-Arts de Belgique en possède une copie en plâtre et en bronze. Romolo Koelman était le fils du peintre Johan Hendrik Koelman (1820-1887), chez qui les artistes belges louaient des ateliers à Rome, Via dell'Olmata, où séjournait également Gaston Marchant.
Le Musée des Beaux-Arts de Bruxelles possédait également un Démosthène en plâtre, copie d'une statue antique que Gaston Marchant a réalisée dans les Musées du Vatican lors de son séjour à Rome. Cette statue a apparemment été perdue ou détruite.